# Pseudeuchromia chrysaugina
Pseudeuchromia chrysaugina là một loài bướm đêm trong họ Geometridae.